# Nou Estadi de Tarragona
Das Nou Estadi de Tarragona ist das städtische Fußballstadion der spanischen Stadt Tarragona. Tarragona ist die Hauptstadt der gleichnamigen Provinz im Süden der autonomen Region Katalonien. Die Fußballmannschaft des Gimnàstic de Tarragona trägt in der Sportstätte ihre Heimspiele aus.

## Geschichte
Die Spielstätte wurde am 2. Februar 1972 eingeweiht und fasst gegenwärtig 14.591 Zuschauer.  Das Stadion mit der überdachten, doppelstöckigen Haupttribüne liegt am Stadtrand von Tarragona. Die Anlage ist komplett mit Sitzplätzen ausgestattet, die abwechselnd blockweise in rot und weiß gehalten sind.
Bis zur Saison 2005/06 bot die Arena 12.000 Zuschauerplätze. Nach dem Aufstieg in die Primera División, der höchsten spanischen Fußball-Liga, wurde auf die Gegentribüne ein Zuschauerrang aufgesetzt. Dies steigerte die Kapazität auf 14.500 Plätze. Neben dem Stadion liegen ein Fußballfeld mit Kunstrasen sowie eine Tennis-Anlage mit mehreren Plätzen und hinter der Haupttribüne befindet sich ein kleiner Trainingsplatz.
Im Jahr 2018 sollen in Tarragona die XVIII. Mittelmeerspiele stattfinden. Das Stadion soll als Hauptwettkampfstätte, mit Eröffnungs- und Abschlussfeier, genutzt werden und dafür wird die Anlage renoviert. Bei den Modernisierungsarbeiten werden hauptsächlich die Räumlichkeiten (Umkleidekabinen, Bars und Läden) saniert. Neu geschaffen werden sollen Räume für die medizinische Versorgung und Dopingkontrollen. Auf den Rängen werden die Sitze erneuert. Zunächst sollte die Veranstaltung im Sommer 2017 ausgetragen werden. Aufgrund der wirtschaftlichen Lage im Land und Verzögerungen beim Stadionumbau verschob die Stadt die Austragung auf das folgende Jahr.